# Amunicja sygnałowa

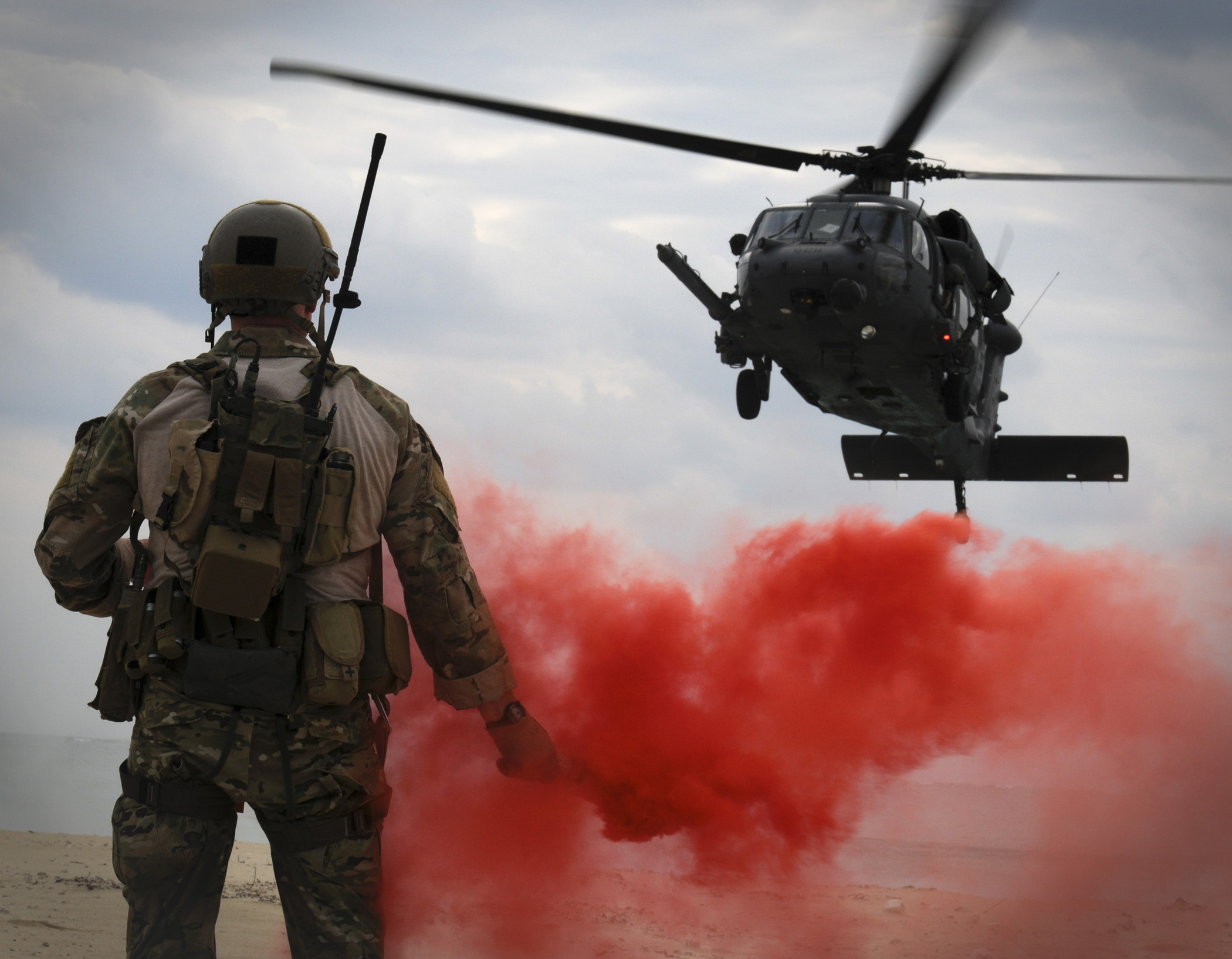
Przykład użycia amunicji sygnałowej wydzielającej dym

Amunicja sygnałowa – naboje i ładunki sygnałowe emitujące światło (nocna) lub obłok dymu (dzienna) podczas spalania.
Amunicja ta ma zastosowanie do przekazywania określonych komend lub informacji podczas działania lub współdziałania pododdziałów i rodzajów wojsk (jak np. współdziałanie wojsk lądowych z lotnictwem). Zawiera mieszaninę dymotwórczą z dodatkiem barwnika organicznego, który charakteryzuje się zdolnością sublimacji (przejście substancji ze stanu stałego bezpośrednio w stan gazowy z pominięciem fazy ciekłej). Na kolor czerwony dym zabarwiany jest dodatkiem oranżu i rodaminy, oranżu i auraminy na żółty, oranżu i indygo na niebieski, mieszaniny auraminy i błękitu metylowego na zielony.
Amunicja sygnałowa nocna zawiera mieszaninę oświetlającą z dodatkiem substancji które zabarwiają płomień. Na żółto zabarwia dodatek związków sodu (NaCOɜ, NaNOɜ), na czerwono strontu (SrCOɜ), na niebiesko miedzi (CuCNS, CuCOɜ). Minimalny czas emisji sygnału amunicji sygnałowej dziennej wynosi 10-15 s., a nocnej 6-7 s.